# Borophaga cephalotes
Borophaga cephalotes är en tvåvingeart som först beskrevs av Schmitz 1922.  Borophaga cephalotes ingår i släktet Borophaga och familjen puckelflugor. Inga underarter finns listade i Catalogue of Life.